# OMB (Benesi)
OMB is een historisch merk van hulpmotoren:
De bedrijfsnaam was Officine Meccaniche Benesi.
Italiaansmerk dat de hulpmotor model Tauma produceerde, met een 50 cc tweetaktmotor die boven het voorwiel van een fiets gemonteerd werd. De productie liep van 1949 tot 1953.